# 钼酸铝
钼酸铝（英语：Aluminium molybdate）是一种无机化合物，化学式为Al2(MoO4)3。该化合物在室温下的晶体结构可以使用飞行时间粉末中子衍射数据获得。钼酸铝与钼酸铁（Fe2(MoO4)3）和钼酸铬（Cr2(MoO4)3）同构，呈单斜晶系。

## 制备
钼酸铝可以通过氧化铝和三氧化钼在700°C的高温所产生的化学反应制备：
{\displaystyle {\ce {Al2O3 + 3MoO3 -> Al2(MoO4)3}}}